# My Father's Will
My Father's Will es una película estadounidense de comedia, drama y romance de 2009, dirigida y escrita por Fraydun Manocherian y Fred Manocherian, musicalizada por Charlie Barnett y Jack Lenz, en la fotografía estuvo Don E. FauntLeRoy, los protagonistas son Victor Alfieri, Ione Skye y Gerry Bamman, entre otros. El filme fue producido por Fraydun Productions y se estrenó el 27 de marzo de 2009.

## Sinopsis
Ferro Olivetti, un empresario muy adinerado y atractivo, promete hacer realidad el último pedido de su padre moribundo: vivir un mes sin su fortuna.